# Козёл и баран
«Козёл и баран» («Баран и козёл») — народная сказка, относящаяся к циклу «сказки о животных». Сюжет встречается среди украинских, русских, карачаево-балкарских («Къой бла эчки»), ойратских, татарских, карельских сказок. Варианты сказки — «Напуганные медведь и волки», «Два козла и сорок волков» («Xoyor yamān döčin čono»).
В сравнительном указателе сюжетов имеет номер 125 «Напуганные волки: бегут от барана, показывающего из мешка волчью голову». В каталоге Березкина-Дувакина сюжет имеет код K77b1 «Найдя голову или шкуру хищника, домашние животные показывают её другим хищникам, те в страхе спасаются бегством».
Существуют литературные варианты сказки Юрия Коваля «Сказка деда Игната про козла Козьму Микитича» из повести «Полынные сказки», Ивана Нечуй-Левицкого «Цап та баран» и поэтический вариант сказки Габдулы Тукая «Коза и баран» («Кәҗә белән Сарык»).

## Сюжет
Два друга Козел и Баран живут у деда и бабы. Они — ожесточенные разбойники. В конце концов, не выдержав баловства своих любимцев, дед и баба прогоняют их. Товарищи определённое время путешествуют и находят по пути волчью голову. Остановившись на ночлег у большого дерева, они встречаются со стаей волков. Чтобы уберечься от опасности, друзья влезают на дерево. Наконец, баран, который был тяжелее козла, не удержался и упал вниз вместе с волчьей головой. Козел, чтобы спасти товарища, крикнул, чтобы тот подал ему не упавшую голову, а большую. Это испугало волков, и те разбежались.
По другому варианту, волки пригласили сначала друзей к ужину, но испугавшись, что и их головы могут попасть в мешок, тоже сбежали в лес.

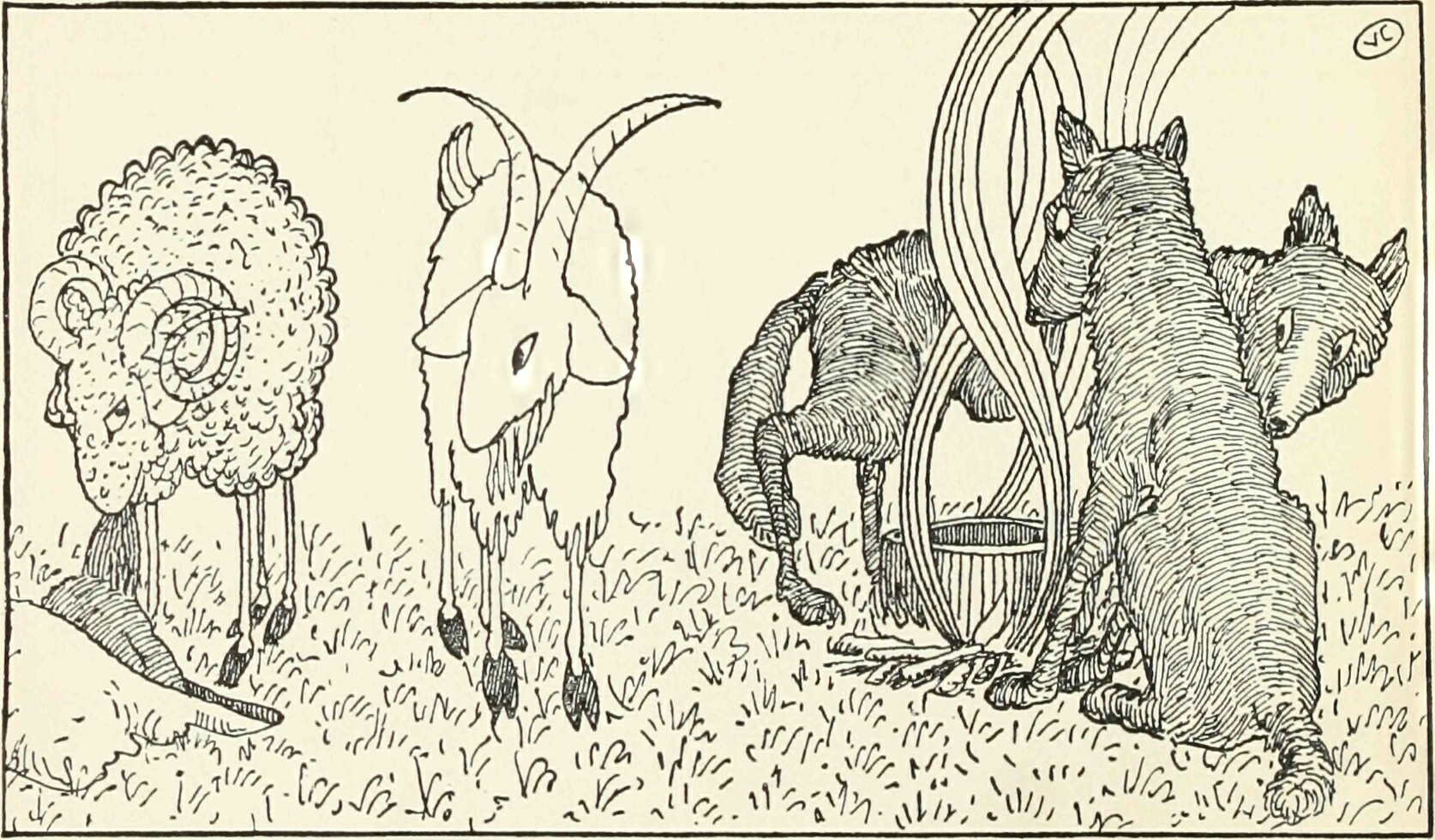
Иллюстрация Валерия Каррика, 1914 год
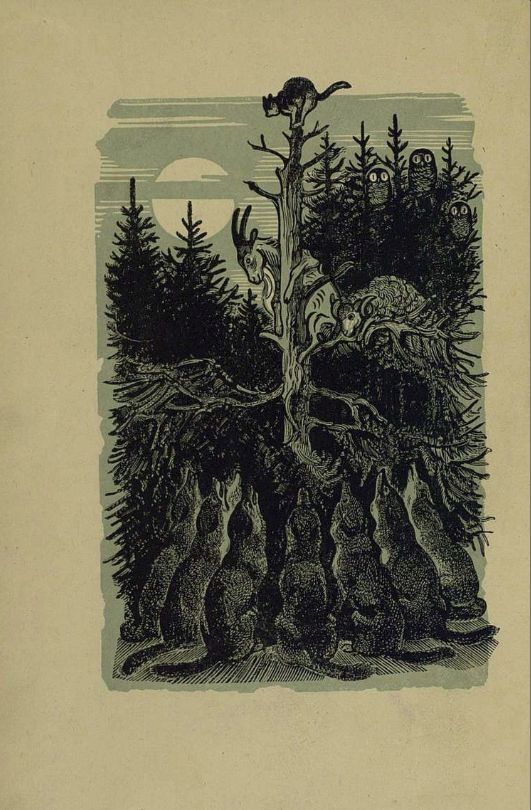
Иллюстрация Константина Кузнецова к сказке Алексея Толстого «Кот - серый лоб, козел да баран», 1940 год
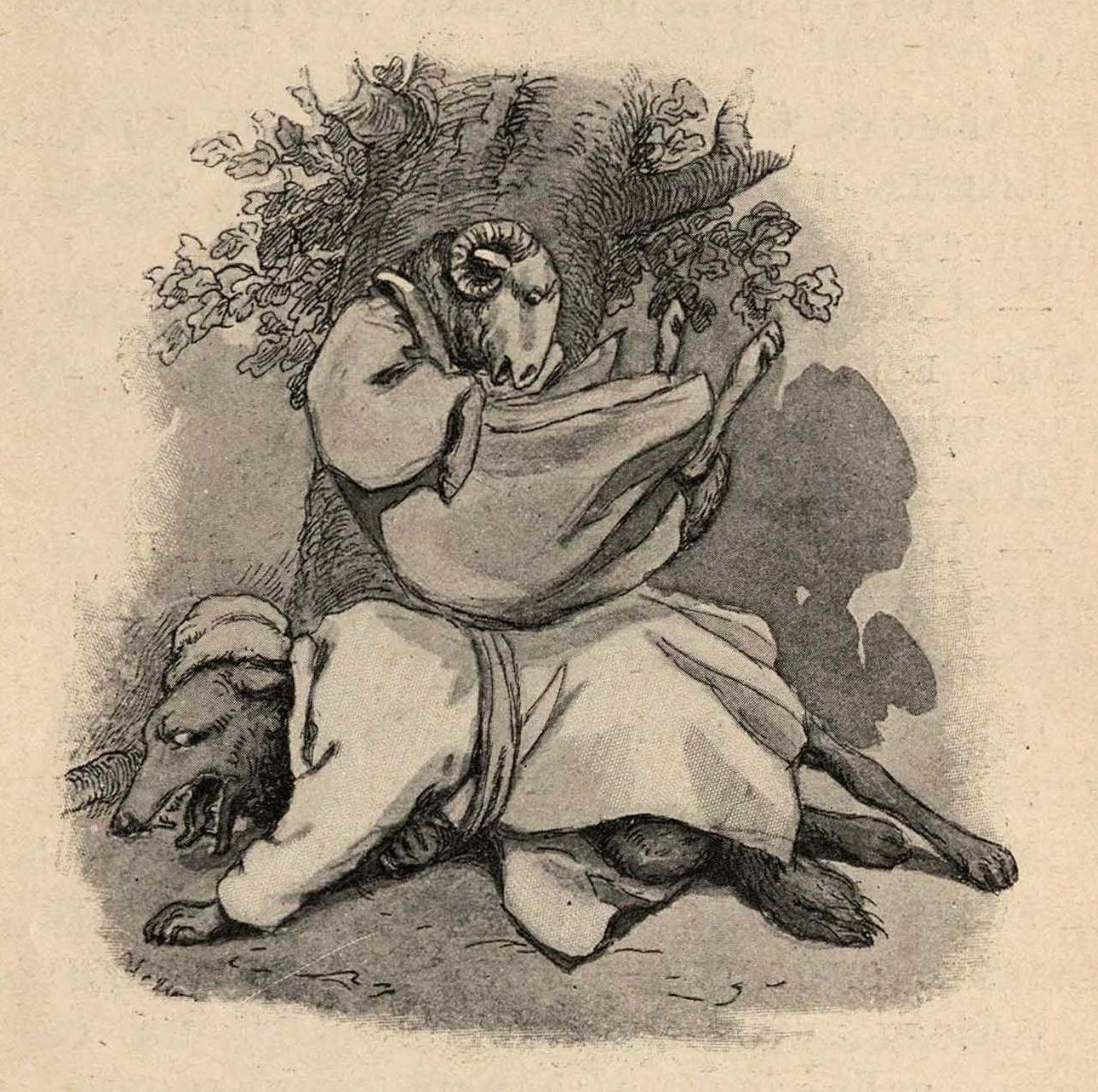
Иллюстрация из сборника сказок т-ва И. Д. Сытина, 1906 год

## Экранизации
- Козёл да баран (1974) из фильма «Сказка за сказкой»
- Про барана и козла (2004) из цикла «Гора самоцветов»
- Про козла и барана (2005)